# Léo Lefebvre
Léo Lefebvre (fl. XIX-XX secolo) è stato un regista e direttore della fotografia francese.
Documentarista, nei primi anni del Novecento girò - soprattutto in Africa - alcuni documentari per la Pathé.

## Filmografia

### Regista
- Excursion aux chutes du Niagara (1906)
- Vues d'Afriques en Guinée
- Vues d'Afrique au Congo
- Panorama en Guinée
- En Afrique occidentale (1907)
- Jérusalem
- Excursion dans les rapides de la rivière Magdapis, îles Philippines (1911)